# دریای مقدس
دریای مقدس(نام علمی: Eryngium bourgatii) نام یک گونه از تیره چتریان است.